# Segunda División 1981-1982 (Spagna)
L'edizione 1981-82 della Segunda División fu il cinquantunesimo campionato di calcio spagnolo di seconda divisione. Il campionato vide la partecipazione di 20 squadre raggruppate in un unico gruppo. Le prime tre della classifica furono promosse in Primera División mentre le ultime quattro furono retrocesse in Segunda División B.

## Classifica finale
|  |     | Classifica 1981-82  | Pt | G  | V  | N  | P  | GF | GS | DR  |
|  | --- | ------------------- | -- | -- | -- | -- | -- | -- | -- | --- |
|  | 1.  | Celta Vigo          | 53 | 38 | 22 | 9  | 7  | 79 | 40 | +39 |
|  | 2.  | Salamanca UDS       | 51 | 38 | 23 | 5  | 10 | 70 | 33 | +37 |
|  | 3.  | Malaga              | 50 | 38 | 20 | 10 | 8  | 70 | 35 | +35 |
|  | 4.  | Elche               | 50 | 38 | 19 | 12 | 7  | 55 | 31 | +24 |
|  | 5.  | Real Murcia         | 46 | 38 | 18 | 10 | 10 | 54 | 38 | +16 |
|  | 6.  | Maiorca             | 42 | 38 | 15 | 12 | 11 | 55 | 46 | +9  |
|  | 7.  | Rayo Vallecano      | 41 | 38 | 16 | 9  | 13 | 45 | 44 | +1  |
|  | 8.  | Castilla            | 40 | 38 | 13 | 14 | 11 | 48 | 48 | 0   |
|  | 9.  | Burgos              | 40 | 38 | 15 | 10 | 13 | 46 | 41 | +5  |
|  | 10. | Atlético Madrileño  | 38 | 38 | 12 | 14 | 12 | 44 | 44 | 0   |
|  | 11. | Sabadell            | 38 | 38 | 14 | 10 | 14 | 59 | 63 | -4  |
|  | 12. | Deportivo La Coruña | 37 | 38 | 13 | 11 | 14 | 40 | 48 | -8  |
|  | 13. | Córdoba             | 36 | 38 | 11 | 14 | 13 | 45 | 49 | -4  |
|  | 14. | Recreativo Huelva   | 35 | 38 | 12 | 11 | 15 | 39 | 40 | -1  |
|  | 15. | CD Linares          | 34 | 38 | 10 | 14 | 14 | 42 | 57 | -15 |
|  | 16. | Real Oviedo         | 31 | 38 | 9  | 13 | 16 | 34 | 53 | -19 |
|  | 17. | Alavés              | 29 | 38 | 11 | 7  | 20 | 38 | 52 | -14 |
|  | 18. | Almería             | 26 | 38 | 6  | 18 | 14 | 27 | 43 | -16 |
|  | 19. | Levante             | 20 | 38 | 7  | 6  | 25 | 26 | 74 | -48 |
|  | 20. | Getafe              | 19 | 38 | 5  | 9  | 24 | 39 | 76 | -37 |

## Verdetti
- Celta Vigo,  Salamanca UDS e  Malaga promosse in Primera División 1982-1983.
- Burgos retrocesso in Segunda División B 1982-1983.
- Almería,  Levante e  Getafe retrocesse in Tercera División.